# Lansing Symphony Orchestra
La Lansing Symphony Orchestra (LSO) è un'orchestra sinfonica americana con sede a Lansing, nel Michigan. Fu fondata nel 1929 sotto la guida del suo primo direttore musicale, Izler Solomon. Dal 2006 l'orchestra è stata diretta dal direttore musicale Timothy Muffitt.

## Storia
La LSO presenta un'ampia varietà di programmi orchestrali durante le sue stagioni. La stagione 2009/2010 - "Escape the Everyday" include una serie classica con sei concerti, una serie Pop con tre concerti, una serie da Camera con quattro concerti, due concerti jazz, un concerto della famiglia Spooktacular di Halloween e un'esibizione del Messiah di Händel.

## Locali per gli spettacoli
- I concerti MasterWorks e Pop vengono eseguiti al Wharton Center for the Performing Arts nel campus della Michigan State University.
- I concerti da camera vengono eseguiti alla Plymouth Congregational Church a Lansing.
- I concerti della jazz vengono eseguiti al Dart Auditorium nel campus del Lansing Community College.

## Direttori musicali e direttori d'orchestra
- 1929-1936    Izler Solomon
- 1936-1939    Marius Fossenkemper
- 1939-1941    Pedro Paz
- 1941-1962    Romeo Tata
- 1962-1964    Gregory Millar
- 1964-1967    Hugo Vianello
- 1967-1978    A. Clyde Roller
- 1978         Gustav Meier, Max Bragado-Darman, Larynx Palomo
- 1979-2006    Gustav Meier
- 2006-in attività Timothy Muffitt